# Sagalassa desmotoma
Sagalassa desmotoma is een vlinder uit de familie Brachodidae. De wetenschappelijke naam van de soort is voor het eerst geldig gepubliceerd in 1896 door Oswald Beltram Lower.